# Anouche Kunth
Pour les articles homonymes, voir Kunth.
Anouche Kunth est une historienne et arménologue française, spécialiste des violences et crimes étatiques, ainsi que de l'exil des Arméniens au lendemain du génocide de 1915.

## Biographie
Anouche Kunth fait des études en histoire médiévale, puis enseigne dans le secondaire. Elle réalise ensuite des documentaires radiophoniques pour France Culture et s'intéresse à l'histoire contemporaine,.
Elle soutient à l’École des hautes études en sciences sociales (EHESS) en 2013 sa thèse de doctorat, intitulée Du Caucase à Paris : un autre exil arménien : expériences migratoires et ancrages en diaspora (de 1920 à l'implosion de l'Union Soviétique) sous la direction de Claire Mouradian. De sa thèse est tiré un ouvrage publié en 2016 chez Belin.
Ses recherches portent sur la dispersion des Arméniens ottomans au lendemain du génocide de 1915 et de l’installation en Turquie du régime kémaliste. Grâce à la microhistoire, elle cherche à saisir le retentissement du génocide sur les vies individuelles,.
En 2014, elle entre au Centre national de la recherche scientifique (CNRS) en tant que chargée de recherche au laboratoire Migrations internationales, espaces et sociétés. En 2017, elle est chargée de recherche à l'Institut de recherche interdisciplinaire sur les enjeux sociaux,.
Elle fait partie de la mission "Génocides et crimes contre l'humanité" et participe à la rédaction de son rapport publié en 2018.
Elle est membre de plusieurs comités de rédaction, en particulier de la revue Sensibilités. Histoire, Critique et Sciences sociales, avec Quentin Deluermoz, Thomas Dodman, Hervé Mazurel et Clémentine Vidal-Naquet.

## Récompenses
- 2020 : Médaille de bronze du CNRS[10],[11]
- 2023 : prix Augustin-Thierry pour son livre Au bord de l'effacement[12]

## Publications
- avec Claire Mouradian, Les Arméniens en France, du chaos à la reconnaissance, Paris, éditions de l'attribut, coll. « Exils », 2010 (ISBN 978-2-916-00218-7)
- “Vu au débarquement. Marseille” : Le refuge des Arméniens en France dans les archives de l’Ofpra, Fontenay-sous-Bois, OFPRA, 2010, 55 p. (lire en ligne [PDF]).
- Exils arméniens : Du Caucase à Paris 1920-1945, Belin, coll. « Contemporaines », 2016, 440 p. (ISBN 978-2701198385, présentation en ligne).
- Au bord de l'effacement : Sur les pas d'exilés arméniens dans l'entre-deux-guerres, La Découverte, coll. « SH / À la source », 2023, 288 p. (ISBN 9782348057908)[13]